# Vadkerti-tó
Vadkerti-tó eller Büdös-tó är en sjö i Ungern.   Den ligger i provinsen Bács-Kiskun, i den centrala delen av landet, 100 km söder om huvudstaden Budapest. Arean är 0,44 kvadratkilometer. Den sträcker sig 1,0 kilometer i nord-sydlig riktning, och 0,7 kilometer i öst-västlig riktning.